# Gručovice

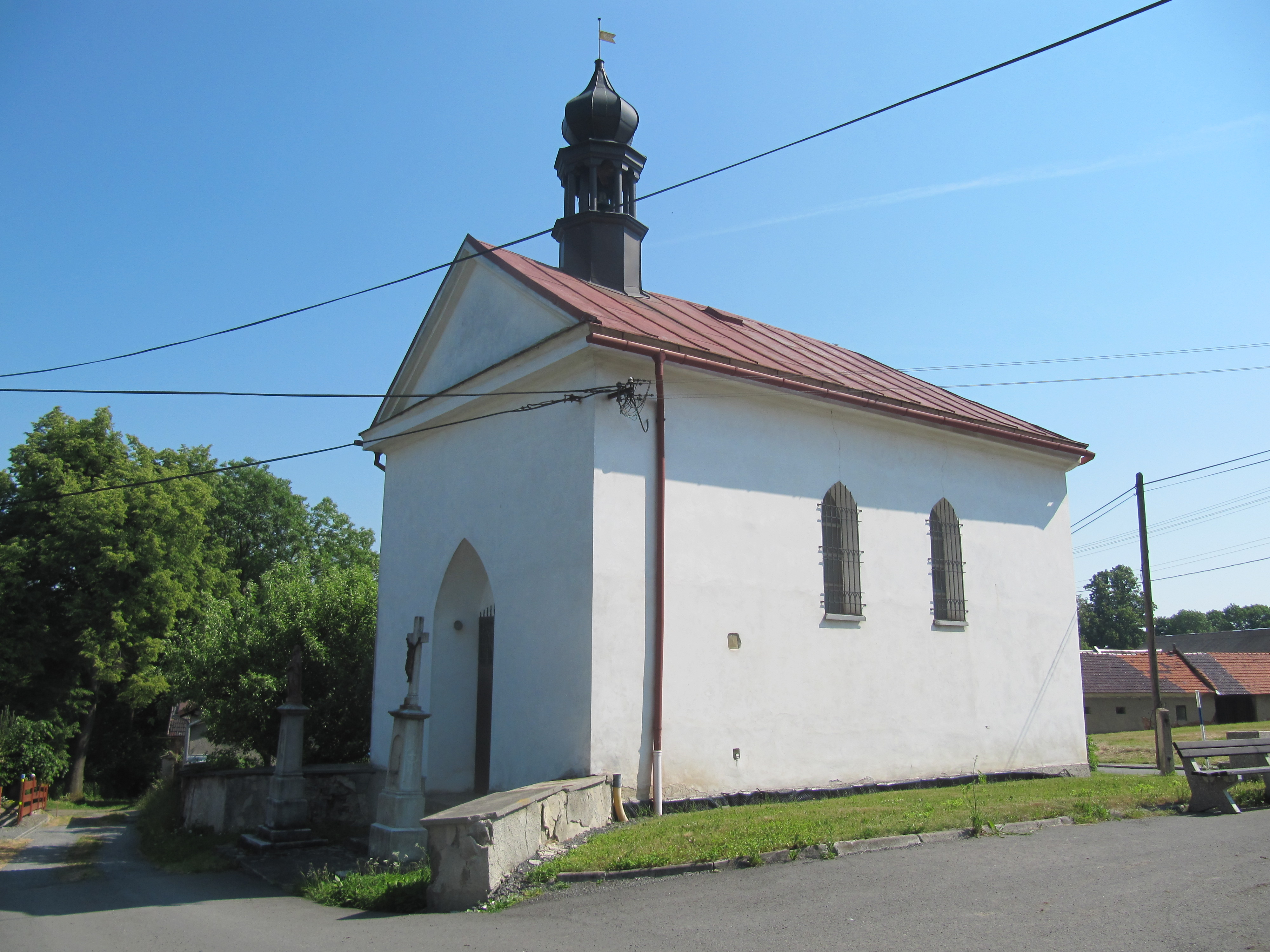
Kapelle des hl. Johannes von Nepomuk

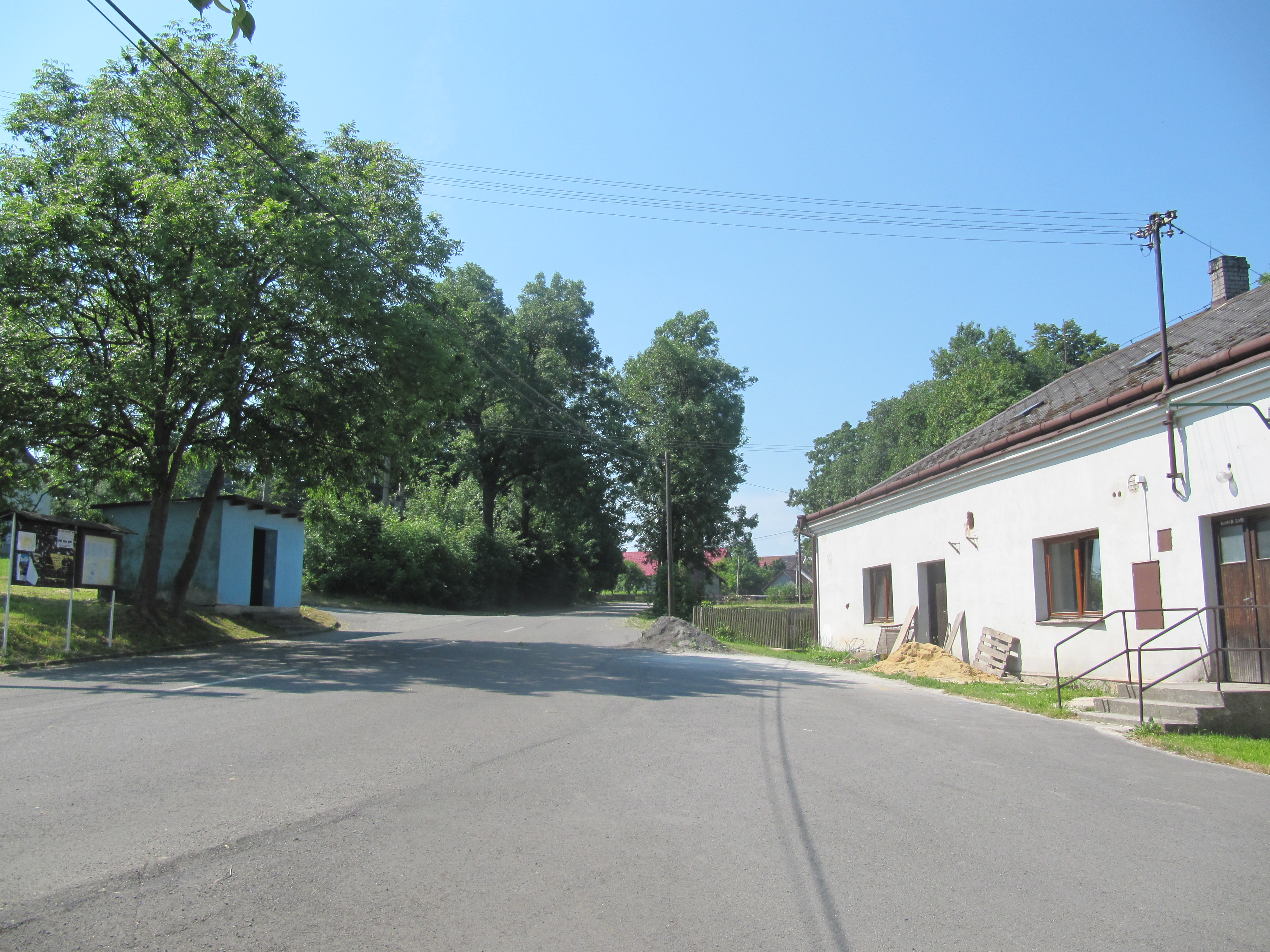
Dorfplatz

Gručovice (deutsch Groitsch) ist ein Ortsteil der Minderstadt Březová in Tschechien. Er liegt sieben Kilometer nördlich von Fulnek und gehört zum Okres Opava.

## Geographie
Gručovice befindet sich in der Quellmulde eines rechten Zuflusses zur Gručovka in der Vítkovská vrchovina (Wigstadtler Berge). Im Nordosten erhebt sich die Příčnice (506 m n.m.), südwestlich die Vrchy (540 m n.m.), im Westen der Tršlovec (531 m n.m.) sowie nordwestlich der Na Koutech (533 m n.m.). Westlich des Dorfes verläuft die Staatsstraße I/57 zwischen Hradec nad Moravicí und Fulnek. Gegen Nordwesten erstreckt sich der Naturpark Moravice, südlich der Naturpark Oderské vrchy.
Nachbarorte sind Březová, Lesní Albrechtice und Bleška im Norden, Leskovec im Nordosten, Požaha, Ohrada, Stará Ves und Horní Nový Dvůr im Osten, Dolní Nový Dvůr, Bravinné und Lukavec im Südosten, Vrchy im Süden, Dolejší Kunčice und Jančí im Südwesten, Větřkovice im Westen sowie Dršlovec und Jelenice im Nordwesten.

## Geschichte
Das Waldhufendorf Gručovice ist wahrscheinlich eine Gründung der Benediktinerpropstei Březová (Briesau). Nach der Zerstörung der Propstei durch die Hussiten im Jahre 1427 wurden die Güter der Propstei zwischen den Herrschaften Grätz und Fulnek aufgeteilt, wobei Gručovice zu Fulnek kam. Die erste urkundliche Erwähnung des Dorfes erfolgte im Jahre 1450. 
Im Jahre 1835 bestand das im Prerauer Kreis an der Handelsstraße nach Troppau gelegene Dorf Groitsch, bzw. Gruitschowice aus 23 Häusern, in denen 159 Personen lebten. Südöstlich über dem Dorf stand eine Windmühle. Haupterwerbsquellen bildeten der Feldbau und die Viehzucht. Pfarr- und Schulort war Briese im Herzogtum Ober- und Niederschlesien. Bis zur Mitte des 19. Jahrhunderts blieb Groitsch der Allodialherrschaft Fulnek untertänig.
Nach der Aufhebung der Patrimonialherrschaften bildete Gručovice / Groitsch ab 1849 einen Ortsteil der Gemeinde Valteřovice / Waltersdorf im Gerichtsbezirk Fulnek. Ab 1869 gehörte Groitsch zum Bezirk Neutitschein. Zu dieser Zeit hatte das Dorf 239 Einwohner und bestand aus 33 Häusern. Im Jahre 1900 lebten in Groitsch 225 Personen, 1910 waren es 235. 1907 löste sich Groitsch von Waltersdorf los und bildete eine eigene Gemeinde. Im Jahre 1930 bestand Groitsch aus 36 Häusern und hatte 244 Einwohner. Nach dem Münchner Abkommen wurde das Dorf 1938 dem Deutschen Reich zugesprochen. 1939 lebten 216 Menschen in der Gemeinde. Bis 1945 gehörte Groitsch zum Landkreis Neu Titschein. Nach dem Ende des Zweiten Weltkrieges kam das Dorf zur Tschechoslowakei zurück, die deutsche Bevölkerung wurde vertrieben. 1949 wurde Gručovice dem neu gebildeten Okres Vítkov zugeordnet. Im Jahre 1950 hatte das Dorf nur noch 138 Einwohner. Seit der Gebietsreform von 1960 gehört Gručovice zum Okres Opava. Am 1. Januar 1977 wurde Gručovice nach Březová eingemeindet. Beim Zensus von 2001 lebten in den 39 Häusern von Gručovice 99 Personen.

## Ortsgliederung
Der Ortsteil Gručovice bildet einen Katastralbezirk.

## Sehenswürdigkeiten
- Kapelle des hl. Johannes von Nepomuk
- Statue der Jungfrau Maria und steinernes Kreuz vor der Kapelle
- Nischenkapelle am südlichen Ortsrand